# Tin-Akoff
Tin-Akoff è un dipartimento del Burkina Faso classificato come comune, situato nella Provincia di Oudalan, facente parte della Regione del Sahel.
Il dipartimento si compone del capoluogo e di altri 16 villaggi: Bangao, Beldiabé, Fadar-Fadar Nord, Fadar-Fadar Sud, Inabao, Intangom, Intayalene, Kacham-Est, Kacham-Ouest, Massifigui, Menzourou, Rafnamane, Tin-Rhassane I, Tin-Rhassane II, Tin-Zalayanane e Wassakoré.